# Niketas I. (Konstantinopel)
Niketas I. (* vor 766; † 6. Februar 780) war Patriarch von Konstantinopel (766–780).

## Leben
Niketas soll ein Eunuch gewesen sein, doch dienten derartige Quellenberichte wohl eher seiner Diffamierung. Johannes Zonaras bezeichnet ihn als Sklaven, doch ist dies eher auf eine Verwechselung seiner slawischen Herkunft zurückzuführen. Er kam angeblich aus einer Umgebung mit niedriger Bildung, doch deutet seine spätere Karriere keineswegs auf mangelhafte Kenntnisse hin. Niketas war Priester an der Apostelkirche in Konstantinopel.
Am 16. November 766 wurde er Patriarch von Konstantinopel. Im folgenden Jahr leitete er den Prozess gegen seinen Vorgänger Konstantin. Niketas stand für eine Ablehnung der Bilderverehrung (darauf ist auch die feindliche Haltung ihm gegenüber in den erhaltenen bilderfreundlichen Quellen zurückzuführen), trotzdem wurden 768 Teile der Hagia Sophia erneuert. Ohnehin sind in den Quellen nur wenige Handlungen überliefert, die sich als „bilderfeindlich“ einordnen lassen. In der Zeit Kaiser Konstantins V. sind nur wenige Informationen über seine Aktivitäten überliefert, aber er wirkte an Krönungen von dessen Söhnen mit.
Niketas starb am 6. Februar 780. Er wurde vom 7. ökumenischen Konzil verurteilt und verdammt.